# 1908年の日本公開映画
- 映画 > 映画の一覧 > 年度別日本公開映画 > 1908年の日本公開映画
- 映画 > 1908年の映画 > 1908年の日本公開映画

1908年の日本公開映画（1908ねんのにほんこうかいえいが）では、1908年（明治41年）1月1日から同年12月31日までに日本で商業公開された映画の一覧を記載。
記載の凡例については年度別日本公開映画#凡例を参照

## 概要
日本において、全国的な映画館の建設ラッシュ、日本初の撮影所の建設、日本初の劇映画製作、日本初の劇映画のロケーション撮影、日本初の時代劇映画が製作・公開された年として記憶される。
1903年（明治36年）に開設された東京・浅草公園六区の電気館や神田の錦輝館、1907年（明治40年）に開設された神田の新声館、浅草公園六区の三友館、大阪・千日前の千日前電気館といった映画専門の劇場が整うなか、この1908年（明治41年）は映画専門館、当時の言い方で言えば「映画常設館」の建設ラッシュであった。同年開館した映画館は下記の通り。
- 1月1日 : 道頓堀・浪花座
- 4月1日 : 名古屋広小路通・広小路電気館、名古屋大須・大須電気館、同・大須文明館、同・大須世界館、浅草公園六区・福寿館
- 5月某日 : 横浜・喜音満館
- 5月8日 : 牛込・牛込文明館
- 7月13日 : 浅草公園六区・大勝館、同・富士館
- 7月23日 : 京都・新京極南電気館
- 9月23日 : 千日前・第二電気館

1902年（明治35年）にジョルジュ・メリエスが監督したフランス映画『月世界旅行』は『月世界探検』のタイトルで、この年の4月15日に横田商会の配給により公開されている。外国映画に関しては、吉沢商店は現地の出張員から直接に買付け、横田商会、M・パテー商会は、横浜の平尾商会等から買っていた。ドイツのメステル、フランスのパテー、ゴーモン、エクレール、イタリアのチネス、アンブロジオ (en) 、パスクァリ、デンマークのノルジスク・フィルム、ロシアのアレクサンドル・ハンジョンコフによるハンジョンコフ商会等の作品が輸入され、アメリカ合衆国の映画はまだ少なかった。
同年1月20日、吉沢商店が東京・目黒に日本初の撮影所を建設・開所しており、現代劇を中心に劇映画が製作されるようになった。同撮影所が最初に製作した映画は『神刀流剣舞術菅公』で、同年5月1日に公開したが、同撮影所の最初の劇映画は、川上音二郎が主演した喜劇映画『和洋折衷結婚式』である。同年6月12日に公開された十一世片岡仁左衛門主演の『忠臣蔵五段目』、あるいは狂言を撮影した『石橋』、『鈴ヶ森』は撮影所で撮影されたものではなく、劇映画というよりも演劇のドキュメンタリー映画である。
日本初の劇映画とされる喜劇映画『いもりの黒焼』は、横田商会が製作し、同年6月15日に公開された。初の時代劇映画とされる牧野省三監督の『本能寺合戦』は、同年9月17日に公開されている。横田商会は同年まだ撮影所を所有しておらず、撮影は寺社の境内等で行われた。
日本初のロケーション撮影をした劇映画は、吉沢商店製作の『己が罪』で、神奈川県の片瀬海岸、江ノ島等にロケをし、同年11月11日に公開された。

## 作品一覧
日本映画に関しては日本映画データベースを参照、該当ページ上で「*」が付されたものは作品の題名ではなく上映プログラムのタイトルであり、本リストでは鍵カッコ（『』）を付していない。日本以外の外国輸入映画については『日本映画発達史 I 活動写真時代』 （田中純一郎）を参照した。

### 1月
- 12日
  - 吉沢活動写真 : 吉沢商店、道頓堀・浪花座
- 20日
  - 第一電気館の横田活動写真 : 横田商会、大阪・第一電気館

### 2月
- 14日
  - 『佛国大革命』 : 横田商会、神田・錦輝館 - 輸入映画・同日限りで上映禁止[7]
  - 『悲劇オセロー』 Otello （1906年） : 横田商会、神田・錦輝館 - イタリア映画[7]

### 3月
- 20日
  - 錦輝館の活動写真 : 横田商会、神田・錦輝館

### 4月
- 10日
  - 八千代活動写真 : 木挽町・歌舞伎座
- 11日

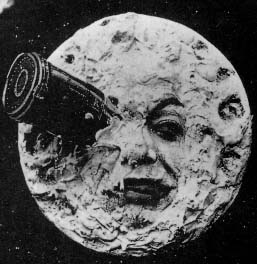
『月世界旅行』（1902年 / 1908年日本公開）

  - 第一電気館の横田活動写真 : 横田商会、大阪・第一電気館
- 15日
  - 『月世界旅行』（1902年） : 監督ジョルジュ・メリエス、横田商会、神田・錦輝館 - フランス映画[7]

### 5月
- 1日
  - 『神刀流剣舞術菅公』 : 吉沢商店、浅草・電気館 - 日本初の撮影所で撮られた最初の映画（非劇映画）[9]
- 8日
  - 『京都電力発電所火災』 : 横田商会、神田・錦輝館
  - 『島原太夫の道中』 : 横田商会、神田・錦輝館
  - 『常陸山帰朝祝賀園遊会』 :  牛込・高等演芸館
- 15日
  - 高等演芸館の活動写真 :  牛込・高等演芸館

### 6月
- 1日
  - 『韓国観』 : 撮影福井繁一、横田商会、神田・錦輝館
- 12日
  - 『忠臣蔵五段目』 : 出演十一世片岡仁左衛門、深川・深川座
  - 第二電気館の活動写真 : 横田商会、大阪・第二電気館
- 24日
  - 『黄金の大海戦』: 木挽町・歌舞伎座
  - 『満州馬賊少年の仇討』: 木挽町・歌舞伎座
- 25日
  - 『いもりの黒焼』 : 撮影福井繁一、出演鶴家団十郎、横田商会、神田・錦輝館

### 7月
- 13日
  - 大勝館開場番組 : M・パテー商会、浅草・大勝館 - 同日オープン
- 15日
  - 『石橋』 : 撮影小西亨、吉沢商店、本郷・本郷座
  - 『鈴ヶ森』 : 撮影小西亨、吉沢商店、本郷・本郷座

### 8月
- 1日
  - 『露国義民伝』 : 原作イワン・ツルゲーネフ『父と子』、横田商会、神田・錦輝館 - ロシア映画[8]
- 11日
  - 吉沢活動写真 : 吉沢商店、大阪・浪花座
- 16日
  - 『大水泳活動写真』 : 浅草・電気館

### 9月
- 11日
  - 新声館の活動写真 : 神田・新声館
  - 電気館活動写真 : 吉沢商店、浅草・電気館
- 17日
  - 『本能寺合戦』 : 監督牧野省三、横田商会、神田・錦輝館 - 初の時代劇映画
- 20日
  - 歌舞伎座新着活動写真 : 木挽町・歌舞伎座
- 23日
  - 大阪第二世界館の活動写真 : 千日前・第二世界館 - 同日オープン
- 25日
  - パテーフラエール活動写真 : 神戸・相生座 - フランス映画
- 30日
  - 『曽我兄弟狩場の曙』 : 撮影西川源一郎、M・パテー商会、浅草・大勝館
  - 活動大写真 : M・パテー商会、浅草・大勝館

### 10月
- 17日
  - 『和洋折衷結婚式』 : 出演川上音二郎、吉沢商店、浅草・電気館 - 日本初の撮影所で撮られた最初の劇映画[9]
  - 『切られお富』 : 出演四世澤村源之助、吉沢商店、浅草・電気館[9]
- 21日
  - 『忠臣蔵』 : 出演十一世片岡仁左衛門、木挽町・歌舞伎座
- 24日
  - M・パテー活動写真 : M・パテー商会、赤坂・演伎座
- 26日
  - 『長兵衛権八鈴ヶ森出会いの場』 : 吉沢商店、浅草・三友館
- 31日
  - 『女ざむらひ』 : 出演四世澤村源之助、吉沢商店、浅草・電気館[9]
  - 『摂河泉大演習』 : 横田商会、神田・錦輝館

### 11月
- 7日
  - 世界館の活動写真 : 大須・世界館
- 11日
  - 『宮本武蔵緋々退治の場』 : 吉沢商店、浅草・三友館
  - 『己が罪』 : 原作菊池幽芳、撮影千葉吉蔵、出演中野信近、吉沢商店、浅草・三友館[4]
- 14日
  - 『神戸沖大観鑑式』 : 横田商会、神田・錦輝館
- 18日
  - 『鬼あざみ』 : 出演四世澤村源之助、吉沢商店、浅草・電気館[9]
  - 『扇屋熊谷』 : 出演四世澤村源之助、吉沢商店、浅草・電気館[9]
- 21日
  - 『忠臣蔵 活動写真』 : 出演十一世片岡仁左衛門、本郷・本郷座

### 12月
- 10日
  - 『己が罪 続編』 : 原作菊池幽芳、撮影千葉吉蔵、出演中野信近、吉沢商店、浅草・三友館
  - 『幽霊かがみ』 : 撮影千葉吉蔵、出演中野信近、吉沢商店、浅草・三友館
  - 『旧劇 太功記十段目 尼ヶ崎の段』 : 原作『絵本太功記』、撮影男沢粛、M・パテー商会、浅草・大勝館[11][12]
  - 『緋々譚』 : 詳細不明
- 12日
  - 『細川の血だるま』 : 出演市川左弁、吉沢商店、浅草・電気館
- 13日
  - 第二電気館の活動写真 : 横田商会、大阪・第二電気館

### 公開月日不明
- 『お伽太郎』 : 横田商会